# John Brabazon, X conte di Meath
John Chambre Brabazon, X conte di Meath (9 aprile 1772 – 15 marzo 1851), è stato un nobile irlandese.

## Biografia
Era il figlio di Anthony Brabazon, VIII conte di Meath, e di sua moglie, Grace Leigh.

## Carriera
Divenne conte di Meath nel 1797 dopo la morte di suo fratello William. Divenne custos rotulorum della contea di Wicklow (1797-1851) e Lord luogotenente di County Dublin (1831-1851).
Il 10 settembre 1831, è stato creato il barone Chaworth nel Pari del Regno Unito, dandogli un posto automatico nella Camera dei lord.
Divenne un membro del Consiglio privato d'Irlanda.

## Matrimonio
Sposò, il 31 dicembre 1801, Lady Melosina Adelaide Meade (1791-26 marzo 1866), figlia di John Meade, I conte di Clanwilliam. Ebbero due figli:
- William Brabazon, XI conte di Meath (25 ottobre 1803-26 maggio 1887);
- Lady Theodosia Brabazon (1811-13 febbraio 1876), sposò Archibald Acheson, III conte di Gosford, ebbero sette figli.

## Morte
Morì il 15 marzo 1851, all'età 78 anni.